# Willamina
Willamina é uma cidade localizada no estado norte-americano de Oregon, no Condado de Polk e Condado de Yamhill.

## Demografia
Segundo o censo norte-americano de 2000, a sua população era de 1844 habitantes.
Em 2006, foi estimada uma população de 1901, um aumento de 57 (3.1%).

## Geografia
De acordo com o United States Census Bureau tem uma área de
2,3 km², dos quais 2,2 km² cobertos por terra e 0,1 km² cobertos por água.

## Localidades na vizinhança
O diagrama seguinte representa as localidades num raio de 24 km ao redor de Willamina.